# Marc Rothemund
Marc Rothemund (1968. augusztus 26. –) német filmrendező.

## Filmjei
- 1998: Das merkwürdige Verhalten geschlechtsreifer Großstädter zur Paarungszeit
- 2000: Harte Jungs
- 2001: Die Hoffnung stirbt zuletzt (TV)
- 2005: Sophie Scholl – Aki szembeszállt Hitlerrel (Sophie Scholl – Die letzten Tage)
- 2007: Pornorama
- 2010: Groupies bleiben nicht zum Frühstück
- 2012: Mann tut was Mann kann
- 2013: Lány kilenc parókával (Heute bin ich blond)
- 2017: Vakrandim az élettel (Mein Blind Date mit dem Leben)
- 2017: Az a hülye szív (Dieses bescheuerte Herz)

## Díjai
- 2005: DVD Champion Movie Award kategóriaban: Sophie Scholl – Die letzten Tage
- 2005: Friedenspreis des Deutschen Films – Die Brücke: Sophie Scholl – Die letzten Tage
- 2005: Europäischer Filmpreis, The Jameson People’s Choice Awards (Publikumspreis), Bester Regisseur: Sophie Scholl – Die letzten Tage[7]
- 2006: Jupiter: Bester deutscher Regisseur,  Sophie Scholl – Die letzten Tage

## Fordítás
- Ez a szócikk részben vagy egészben  a   Marc Rothemund című német Wikipédia-szócikk fordításán alapul.  Az eredeti cikk szerkesztőit annak laptörténete sorolja fel. Ez a jelzés csupán a megfogalmazás eredetét és a szerzői jogokat jelzi, nem szolgál a cikkben szereplő információk forrásmegjelöléseként.